# 17 avril en sport
17 mars 17 mai
Chronologies thématiques
- Croisades
- Ferroviaires
- Disney

Le 17 avril, 107e jour de l'année en sport ou 108e pour les années bissextiles.

## Événements

### XIXesiècle
- 1860 :
  - (Boxe) : un des plus célèbres combats de l'époque du pugilat se déroule à Farnborough, Hampshire, quand l'Anglais Tom Sayers rencontre l'Américain John C. Heenan dans ce qui est en fait un combat de championnat du monde. Après 42 rounds, la foule fait irruption sur le ring et le combat est arrêté, les deux boxeurs ayant pris de lourdes sanctions, bien que Heenan eut apparemment l'avantage. Le résultat est un tirage au sort[1].
- 1875 :
  - (Snooker) : invention du snooker, variante du billard, par l’Anglais Sir Neville Chamberlain à Calcutta (Inde).
- 1897 :
  - (Équipement sportif) : inauguration du stade de football de Villa Park situé à Birmingham en Angleterre qui est l'enceinte du club d'Aston Villa.

### XXesièclede1901à1950
- 1932 :
  - (Sport automobile) : au Grand Prix automobile de Monaco, victoire de l'Italien Tazio Nuvolari.

### XXesièclede1951à2000
- 1969 :
  - (Baseball) : Bill Stoneman des Expos de Montréal lance un match sans point ni coup sûr à Philadelphie, l'exploit du genre accompli le plus tôt (9e match) dans l'histoire d'une franchise de la Ligue majeure.
- 1983
  - (Sport automobile/Formule 1) : au Grand Prix automobile de France, victoire du Français Alain Prost sur une Renault.
- 1994 :
  - (Sport automobile/Formule 1) : au Grand Prix automobile du Pacifique, victoire de l'Allemand Michael Schumacher sur une Benetton-Ford.

### XXIesiècle
- 2004 :
  - (Football) : Le FC Sochaux remporte la Coupe de la Ligue en s'imposant en finale face au FC Nantes aux tirs au but (1-1 et 5-4 aux tab).

- 2008 :
  - (Football) : sacre de l'Olympique lyonnais dans le Championnat de France de football
- 2011 :
  - (Sport automobile/Formule 1) : au Grand Prix de Chine victoire du britannique Lewis Hamilton sur une Mclaren-Mercedes.
- 2016 :
  - (Compétition automobile/Formule 1) : auteur de la pole position, l'Allemand Nico Rosberg remporte la victoire lors du Grand Prix de Chine, sa troisième depuis le début de la saison en trois courses.
  - (Cyclisme sur route/Classique) : l'Italien Enrico Gasparotto remporte pour la 2e fois l'Amstel Gold Race, en devançant au sprint Michael Valgren. Sonny Colbrelli termine sur la dernière marche du podium en réglant le sprint du peloton, devant le Français Bryan Coquard.
  - (Tennis) :
  - (Fed Cup) : l’Équipe de France de Fed Cup se qualifie pour la finale de la compétition en éliminant les Pays-Bas (3-2) à Trélazé. Caroline Garcia et Kristina Mladenovic ont offert le point de la victoire en double contre Kiki Bertens et Richèl Hogenkamp (4-6, 6-3, 6-3). Les joueuses d’Amélie Mauresmo jouent le titre face aux Tchèques les 12 et 13 novembre suivants en France. Elles s'imposent face aux Suisses (3-2).
  - (Masters 1000) : Rafael Nadal remporte le tournoi de tennis de Monte-Carlo en venant à bout de Gaël Monfils en finale (7-5, 5-7, 6-0) en 2 heures 46 minutes. En double, les Français Nicolas Mahut et Pierre-Hugues Herbert battent le Britannique Jamie Murray et le Brésilien Bruno Soares au super tie-break (4-6, 6-0, 10/6). Mahut et Herbert enlèvent leur troisième Masters 1000 d'affilée.

## Naissances

### XIXesiècle
- 1820 :
  - Alexander Cartwright, ingénieur américain, inventeur du baseball († 12 juillet 1892).
- 1852 :
  - Cap Anson, joueur de baseball américain († 14 avril 1922).
- 1879 :
  - Henri Tauzin, coureur de haies français, médaillé d'argent du 400 m haies aux Jeux de Paris 1900 († 11 octobre 1918).
- 1885 :
  - Toine van Renterghem, footballeur néerlandais, médaillé de bronze aux Jeux de Londres 1908, (trois sélections en équipe nationale) († 1er mars 1967).
- 1888 :
  - Jan Vos, footballeur néerlandais, médaillé de bronze aux Jeux de Stockholm 1912, (quinze sélections en équipe nationale) († 25 août 1939).
- 1893 :
  - Marguerite Broquedis, joueuse de tennis française, championne olympique du simple et médaillée de bronze du double mixte aux Jeux de Stockholm 1912, victorieuse des tournois de Roland Garros 1913 et 1914 († 23 avril 1983).
- 1899 :
  - Aleksander Klumberg, athlète estonien spécialiste du décathlon, médaillé de bronze lors des Jeux olympiques de Paris en 1924, détenteur du premier record du monde de la discipline entre 1922 et 1924 († 10 février 1958).

### XXesièclede1901à1950
- 1926 :
  - Gerry McNeil, hockeyeur sur glace canadien († 17 juin 2004).
- 1927 :
  - Gunnar Andersson, pilote de courses automobiles d'endurance suédois († 9 juin 2009).
- 1930 :
  - Nélson Couto e Silva Marques Lisboa, basketteur brésilien.
- 1932 :
  - André Berilhe, joueur de rugby français († 28 octobre 2012).
- 1935 :
  - Lamar Lundy, joueur de foot U.S. américain († 24 février 2007).
- 1948 :
  - Geoff Petrie, basketteur américain.
  - Pekka Vasala, athlète de demi-fond finlandais, champion olympique du 1 500 m aux Jeux de Munich 1972.

### XXesièclede1951à2000
- 1951 :
  - Börje Salming, hockeyeur sur glace suédois.
- 1952 :
  - Éric Deblicker, joueur de tennis puis entraîneur et dirigeant sportif français, capitaine de l'équipe de France de Coupe Davis de 1988 à 1989.
  - Pierre Guité, hockeyeur sur glace canadien.
- 1954 :
  - Ján Kozák, footballeur et entraîneur tchécoslovaque puis slovaque, (55 sélections avec l'équipe de Tchécoslovaquie), sélectionneur de l'équipe de Slovaquie de 2013 à 2018.
  - Riccardo Patrese, pilote de F1 italien (six victoires en Grand Prix).
- 1957 :
  - Dwane Casey, basketteur puis entraîneur américain.
- 1959 :
  - Jimmy Mann, hockeyeur sur glace canadien.
  - Reinaldo Varela, pilote de rallye-raid brésilien.
- 1963 :
  - Penny Vilagos, nageuse de synchronisé canadienne, médaillée d'argent en duo aux Jeux de Barcelone 1992.
  - Vicky Vilagos, nageuse de synchronisé canadienne, médaillée d'argent en duo aux Jeux de Barcelone 1992.
- 1964 :
  - Ken Daneyko, hockeyeur sur glace canadien.
  - Pierre Vincent, dirigeant de basket puis entraîneur français, sélectionneur de l'équipe de France féminine de 2008 à 2013, médaillé d'argent aux Jeux de Londres 2012, champion d'Europe de basket-ball féminin 2009.
- 1967 :
  - Marquis Grissom, joueur de baseball américain.
- 1968 :
  - Jim Bilba, basketteur puis entraîneur français, médaillé d'argent aux Jeux de Sydney 2000, vainqueur de la Ligue des champions 1993 (130 sélections en équipe de France).
  - Éric Lamaze, cavalier de sauts d'obstacles canadien, champion olympique en individuel et médaillé d'argent par équipes aux Jeux de Pékin 2008 puis médaillé de bronze par équipes aux Jeux de Rio 2016.
- 1972 :
  - Gary Bennett, joueur de baseball américain.
  - Tony Boselli, joueur de foot U.S. américain.
  - Muttiah Muralitharan, joueur de cricket sri-lankais (133 sélections en test cricket).
- 1973 :
  - Kenneth Carlsen, joueur de tennis danois.
  - Theo Ratliff, basketteur américain.
- 1976 :
  - Vladimir Samsonov, pongiste biélorusse, champion d'Europe de tennis de table du double mixte 1996, champion d'Europe de tennis de table du simple et du double 1998 puis champion d'Europe de tennis de table du simple et par équipes 2003 et champion d'Europe de tennis de table en simple 2005, vainqueur des Ligue des champions de tennis de table en 2001, 2003, 2004, 2009, 2010, 2011, 2012, 2013, 2015.
- 1977 :
  - Chad Hedrick, patineur de vitesse américain, champion olympique du 5 000 m, médaillé d'argent du 10 000 m et de bronze du 1 500 m aux Jeux de Turin 2006 puis médaillé d'argent de la poursuite par équipe et de bronze du 1 000 m aux Jeux de Vancouver 2010. Champion du monde simple distance de patinage de vitesse du 5 000 m 2004 et 2005 puis champion du monde toutes épreuves de patinage de vitesse 2004.
- 1978 :
  - Hannu Manninen, skieur de combiné nordique finlandais médaillé d'argent par équipe aux Jeux de Nagano 1998, champion olympique par équipe aux Jeux de Salt Lake City 2002 puis médaillé de bronze par équipe aux Jeux de Turin 2006, champion du monde de ski nordique par équipe 1999 et champion du monde de ski nordique par équipe et du sprint 2007.
  - David Murdoch, curler britannique, médaillé d'argent aux Jeux de Sotchi 2014, champion du monde de curling masculin 2006 et 2009, champion d'Europe de curling 2003, 2007 et 2008.
- 1979 :
  - Eric Brewer, hockeyeur sur glace canadien, champion olympique aux Jeux de Salt Lake City 2002, champion du monde de hockey sur glace 2003, 2004 et 2007.
- 1981 :
  - Kanstantsin Kaltsow, joueur de hockey sur glace, biélorusse et russe. († 18 mars 2024).
- 1983 :
  - Jakov Vladović, basketteur croate.
  - Robert Wagner, cycliste sur route allemand.
- 1984 :
  - Mathieu Lemoine, cavalier de concours complet français, champion olympique par équipes aux Jeux de Rio 2016, médaillé de bronze par équipes aux CE de concours complet d'équitation 2015.
  - Jed Lowrie, joueur de baseball américain.
- 1985 :
  - Jiske Griffioen, joueuse de tennis en fauteuil roulant néerlandaise, médaillée d'argent en double aux Jeux de Pékin 2008 et aux Jeux de Londres 2012 puis championne paralympique du simple et du double aux Jeux de Rio 2016, victorieuse des Open d'Australie 2015 et 2016, de Roland Garros 2015 puis du Tournoi de Wimbledon 2016.
  - Jo-Wilfried Tsonga, joueur de tennis français, Finaliste de l'Open d'Australie 2008, médaillé d'argent du double aux Jeux de Londres 2012.
- 1986 :
  - Benjamin Choquert, duathlète français. Champion du monde de duathlon 2019 et 2025. Champion d'Europe de duathlon 2019, 2020, 2021 et 2023.
  - Romain Grosjean, pilote de F1 franco-suisse.
- 1987 :
  - Mehdi Benatia, footballeur franco-marocain (49 sélections avec l'Équipe du Maroc).
  - Kane Bentley, joueur de rugby à XIII néo-zélandais et français (7 sélections en équipe de France).
  - Audrick Linord, footballeur français.
  - Janine van Wyk, Footballeuse internationale sud-africaine.
- 1989 :
  - Martina Batini, fleurettiste italienne, championne du monde d'escrime du fleuret par équipes et médaillée d'argent en individuelle 2014, championne d'Europe d'escrime du fleuret par équipes et médaillée d'argent en individuelle 2014, championne d'Europe d'escrime du fleuret par équipes 2015 et 2017.
  - Olga Fomina, handballeuse russe, victorieuse des Coupes de l'EHF féminine 2012, 2014 et 2017 (128 sélections en équipe nationale).
  - Nicki Thiim, pilote de courses automobile d'endurance danois.
- 1990 :
  - Valère Germain, footballeur français.
  - Marina Hegering, footballeuse allemande.
- 1991 :
  - Cleanthony Early, basketteur américain.
  - Maël Lebrun, basketteur français.
  - Fabien Paschal, basketteur français.
  - Jéssica Quintino, handballeuse brésilienne (88 sélections en équipe nationale).
- 1992 :
  - Erin Nayler, footballeuse néo-zélandaise (61 sélections en équipe nationale).
  - Jasper Stuyven, cycliste sur route belge.
  - Marion Torrent, footballeuse française (22 sélections en équipe de France).
- 1993 :
  - Race Imboden, fleurettiste et mannequin américain. Médaillé de bronze par équipes aux Jeux de Rio 2016 et aux Jeux de Tokyo 2020.
  - Edgar Reynaud, hockeyeur sur gazon français. (33 sélections en équipe de France).
- 1995 :
  - Jenny Carlson, handballeuse suédoise. (9 sélections en équipe nationale).
- 1997 :
  - Juwan Morgan, basketteur américain.
- 1998 :
  - Fodé Camara, footballeur guinéen.
  - Anna Gerhardt, footballeuse allemande.
  - Soukeïna Sagna, handballeuse franco-sénégalaise.
- 1999 :
  - Nicolas Claxton, basketteur américain.
  - Mohammed Salisu, footballeur ghanéen. (28 sélections en équipe nationale).

### XXIesiècle
- 2001 :
  - Violette Dorange, navigatrice et skipper française.
- 2002 :
  - Márk Kosznovszky, footballeur hongrois.
  - Cristian Olivera, footballeur uruguayen.
  - Kenneth Vargas, footballeur costaricien.
- 2005 :
  - Antonio Nusa, footballeur norvégien.
- 2007 :
  - Álvaro Montoro, footballeur argentin.

## Décès

### XXesièclede1901à1950
- 1915 :
  - Floyd MacFarland, 36 ans, cycliste sur piste puis dirigeant sportif américain (° 8 juillet 1878).
- 1948 :
  - John William Madden, 82 ans, footballeur puis entraîneur écossais (deux sélections en équipe nationale), sélectionneur de l'équipe de Bohême et Moravie en 1911 et de l'équipe de Tchécoslovaquie en 1920 (° 11 juin 1865).

### XXesièclede1951à2000
- 1984 :
  - Anders Haugen, 95 ans, sauteur à ski, fondeur et skieur de nordique américain, médaillé de bronze du saut à ski aux Jeux de Chamonix 1924. (° 24 octobre 1888).
  - Claude Provost, 50 ans, hockeyeur sur glace canadien (° 17 septembre 1933).
- 1985 :
  - Mario Mazzacurati, 81 ans, pilote de course automobile italien (° 21 octobre 1903).
- 1990 :
  - Angelo Schiavio, 84 ans, footballeur puis entraîneur italien, médaillé de bronze aux Jeux d'Amsterdam 1928, champion du monde de football 1934 (21 sélections en équipe nationale). (° 15 octobre 1905).

### XXIesiècle
- 2003 :
  - Jean-Pierre Dogliani, 60 ans, footballeur puis entraîneur français (une sélection en équipe de France) (° 17 octobre 1942).
- 2007 :
  - Raymond Kaelbel, 75 ans, footballeur puis entraîneur français (35 sélections en équipe de France) (° 31 janvier 1932).
- 2011 :
  - Alfonso Martínez, 74 ans, basketteur espagnol (146 sélections en équipe nationale) (° 24 janvier 1937)
- 2013 :
  - Gerino Gerini, 84 ans, pilote de courses automobile italien (° 10 août 1928).